# シエルブルー鹿屋
シエルブルー鹿屋（シエルブルーかのや、Ciel Bleu KANOYA）は、自転車ロードレースチームである。
チーム名の由来は「鹿屋の青い空」のフランス語読み(la Ciel Bleu KANOYA)から。
鹿児島県「おおすみ・鹿屋」から世界に通用する選手を輩出することを目的とした国内初のトラックの中長距離種目専門プロサイクリングチームとして、2016年発足。
主にUCIトラック中長距離レースに参戦するほか、地元でジュニア育成や地域活動を通じて自転車競技の普及を行っている。
冠スポンサーを持たず、主に地元を中心とする複数の企業や自治体(鹿屋市)、個人サポーターによるスポンサードで運営されている一方、鹿屋体育大学自転車競技部ともつながりの深いメルセデス・ベンツやキャノンデールからチームカーや自転車の供給も受けている。

## チーム戦績・沿革
2015年
- 10月 チーム発足、2016年シーズンからの活動準備に入る。

2016年
- 2月9日、シエルブルー鹿屋の発足と2016年シーズンの体制発表。[1]
- 塚越さくら、リオデジャネイロオリンピック オムニアム出場、16位。
- 11月4～6日に開催されたUCIトラックサイクリング・ワールドカップ第1戦で上野みなみがスクラッチで銀メダル獲得、続く第2戦でもポイントレースで銀メダル獲得。

2017年
- 1月 塚越さくらが昨年末に入籍したことを発表、出産のため休養に入る。[2]
- 6月 上野みなみ、全日本ロード・タイムトライアル出場、ともに4位。

2018年
- 4月 体制強化のため、シエルブルー株式会社を設立。堀航輝、ほか研修生の加入がアナウンス。[3]
- 9月
  - 上野みなみ、全日本トラック女子個人パーシュート 3位。
  - 西島叶子、山本(塚越)さくら、全日本トラック女子チームスプリント 3位。
  - 上野みなみ、福井国体スクラッチ優勝
- 12月 2019年体制について発表、チーム ブリヂストン サイクリングより原田裕成が移籍、冨尾大地が新加入。[4]

2020年
- 11月 山本さくら、全日本トラック女子500mTT 優勝。レース後競技からの引退を発表。[5]
- 12月 ツールドおおすみ会場で行われた記者会見の席上で堀航輝も競輪へ転向のためチームを去ることが明らかにされた。

2021年
- 1月 上野みなみが競技からの引退を発表[6]。これによりチーム創設時のメンバー全員がチームを去った。

2021年体制発表、これまでのトラック・レースから主戦場をロードレースに舵を切りJBCF(J Proツアー)に参戦することが発表された。
これに伴い、チームメンバーは移籍・育成選手など10名と大幅増強された。

## 選手
- 冨尾大地(Daichi Tomio) ( 日本) (キャプテン)
- 原田裕成(Hiroaki Harada) ( 日本)
- 石橋学(Manabu Ishibashi) ( 日本)
- 伊藤舜紀(Syunki Ito) ( 日本)
- 白川幸希(Kouki Shirakawa) ( 日本)
- 真鍋諒太(Ryouta Manabe) ( 日本)
- 古谷田貴斗(Takato Koyata) ( 日本)（育成）
- 道見優太(Yuuta Domi) ( 日本)（育成）
- 大河内将泰(Masahiro Okouchi) ( 日本)（育成）
- 徳田鍛造(Tanzou Tokuda) ( 日本)　(プレイングマネージャー)

## チームスタッフ
- 代表 若藤英二
- メカニック　脇野栄治・家本真寿
- マッサー　香月大輔

### 過去に所属していた主な選手
- 2016-2020 上野みなみ (Minami Uwano ) ( 日本)
- 2016-2020 塚越(山本)さくら (Sakura Yamamoto) ( 日本)
- 2018-2020 堀航輝(Kouki Hori) ( 日本)